# Вандербильт, Корнелиус IV
Корнелиус Вандербильт IV (англ. Cornelius Vanderbilt IV; 30 апреля 1898, Статен-Айленд, Нью-Йорк — 7 июля 1974, Рино, Невада) — американский военный, журналист и писатель семейства Вандербильтов.

## Биография
Родился 30 апреля 1898 года на Стат-Айленде (штат Нью-Йорк) в семье Корнелиуса Вандербильта III и его жены Грейс Грэм Уилсон. Семья и друзья обычно называли его «Нил».
В молодости Вандербильт посещал Harstrom’s Tutoring School и школу Святого Павла. Он готовился к поступлению в Йельский университет, но его намерение было прервано вступлением Соединенных Штатов в Первую мировую войну. В июле 1917 года он поступил в армию США и служил в 27-й дивизии Национальной гвардии Нью-Йорка (как и его отец) под командованием генерал-майора Джона О'Райана. Отправился с дивизией за границу, стал помощником санитара и помогал по военному хозяйству.
Во Франции, в Бресте, был назначен ординарцем к одному из командиров армии США, которого невзлюбил. По воле случая получил временное назначение водителем к генералу Дугласу Хейгу, командующему британскими войсками во Франции — Корнелиус Вандербильт был в группе солдат, которых спросили, умеет ли кто-нибудь из них водить Rolls-Royce. Вандербильт поднял руку, так как его семья использовала только Rolls-Royce и он был знаком с особенностями их эксплуатации. После службы у генерала Хейга был переведен в штаб 27-й дивизии, где работал водителем, доставлявшим депеши. Одновременно с сыном на этом театре военных действий находился его отец, который был произведён в июле 1918 года в бригадные генералы. Оба Вандербильта вернулись в Соединенные Штаты в августе 1918 года после трех месяцев службы во Франции. Его отца переназначили командиром бригады в Кэмп-Льюисе в штате Вашингтон. Младший Вандербильт был повышен до звания, эквивалентного капралу, и до конца своей военной службы служил инструктором по транспортировке в Американ-Лейке, рядом с Кэмп-Льюисом. Был уволен из армии 25 января 1919 года в звании 2-го лейтенанта пехотного отделения Офицерского резервного корпуса.
После войны, к ужасу своих родителей, Вандербильт решил стать газетчиком. Его родители ненавидели прессу, действия которой они считали вторжением в частную жизнь. Корнелиус работал сотрудником в New York Herald, а затем в The New York Times. С родителями он так и не поладил. В начале 1920-х годов он запустил несколько собственных газет и таблоидов, среди которых Los Angeles Illustrated Daily News, San Francisco Illustrated Daily Herald и Miami Tab. Не выдержав конкуренции со стороны газет, принадлежащих Уильяму Рэндольфу Херсту, Корнелиус прекратил свою деятельность газетчика, понеся серьёзные убытки. Впоследствии он работал помощником управляющего редактора New York Daily Mirror. В 1922 году он присоединился к недавно организованному нью-йоркскому гражданскому клубу Civitan International.
В 1926 году он взял интервью у Бенито Муссолини в Италии. В 1929 году выпустил роман «Reno» — о разводе, действие которого происходит в Рино, штат Невада, где он жил с момента своего первого развода в 1927 году. На основе этой книги в 1931 году был создан фильм Reno. В 1931 году Вандербильт был нанят Columbia Pictures, чтобы создать в сотрудничестве с юмористом Джоном Медбери фильм-комедию.
В 1934 году Корнелиус Вандербильт снял антинацистский документальный фильм «Гитлеровское царство террора», который был тайно снят во время посещения нацистской Германии вскоре после прихода Гитлера к власти. Этот фильм считается первым снятым антинацистским фильмом. В нём особенно подчеркивается притеснение евреев нацистами. В 1935 году он опубликовал автобиографию «Прощай, Пятая авеню» («Farewell to Fifth Avenue»). В ней представлены сведения о жизни высшего общества в начале XX века. В книге рассказывается об отдыхе в Европе на яхте своего отца «North Star», о службе во время Первой мировой войны и своем опыте газетного издателя. Также в книге рассказывается о знакомстве Вандербильта с рядом высокопоставленных лиц, у некоторых из которых он смог взять интервью во время своей поездки в Европу в 1933 году, собирая материал для фильма «Гитлеровское царство террора», в их числе: Франклин Рузвельт, кайзер Вильгельм, Бенито Муссолини, Папа Пий XI, Иосиф Сталин и Аль Капоне.
В 1938 году Вандербильт был зачислен в резерв армии США. С 1941 года он находился на действительной военной службе в звании майора разведывательного корпуса. В декабре 1942 года был госпитализирован в медицинский центр Уолтера Рида и был уволен из армии в 1943 году по состоянию здоровья.
В 1945 году Корнелиус Вандербильт стал членом общества Орден Цинцинната в Род-Айленде по праву своей родственной связи со своим двоюродным дедушкой — майором Эбенезером Флэггом, погибшем в бою в 1781 году. в 1950-х годах он поселился в Рино, штат Невада, продолжал писать и читать лекции о мировых делах. В 1948 году стал решительным сторонником недавно созданного государства Израиль. В 1960 году присоединился к компании Airtronics International Corporation в Форт-Лодердейле, штат Флорида, в качестве вице-президента и директора.
Умер 7 июля 1974 года в городе Рино. Был похоронен в семейном мавзолее Вандербильтов в Нью-Дорпе на Статен-Айленде, штат Нью-Йорк.
Имел награды за участие в первой и Второй мировых войнах.

## Личная жизнь
Корнелиус Вандербильт IV был женат семь раз, но детей не имел.
- Его первая свадьба состоялась 29 апреля 1920 года, когда Вандербильт женился на нью-йоркской светской львице Рэйчел Литтлтон (1901—1988), сестре известного юриста и политика Мартина Литтлтона[англ.]. Брак закончился разводом в 1927 году.
- В июле 1928 года он женился на миссис Мэри Вейр Логан (1905—1984), которая развелась со своим бывшим мужем Уолдо Хэнкоком Логаном за полчаса до свадебной церемонии. Мэри и Корнелиус развелись в августе 1931 года.
- 4 января 1935 года Вандербильт женился на Хелен Вирджинии Варнер (1908—1979), которой было 26 лет, после встречи с ней в Альбукерке, штат Нью-Мексико. Они развелись в 1940 году, позже она вышла замуж за Джека Фрая[англ.], основателя компании TWA.
- В 1946 году он женился на Марии Фелизе Паблос (1911—2007), наследнице обширного поместья крупного рогатого скота в Мексике, которая была внучатой племянницей Порфирио Диаса — бывшего президента Мексики. Они развелись 29 апреля 1948 года.
- 7 сентября 1948 года Вандербильт женился на Патриции Мерфи Уоллес (1920—1971), которой было 28 лет, в отеле Pickwick Arms в Гринвиче, штат Коннектикут. Они развелись в 1953 году.
- В 1957 году 59-летний Корнелиус Вандербильт женился на Анне Бернадетте Нидхэм (1933—1992), своей 25-летней секретарше. Они развелись 5 мая 1960 года.
- В 1967 году Вандербильт женился на Мэри Лу Гардинер Бристоль (род. 1926), которой был 41 год, в Рино, штат Невада. Ранее она была замужем за Альбертом Бристолем из Террелла, штат Техас, от которого у неё было трое детей. С ней он прожил до конца жизни.